# Antikvariati
Antikvariati (em georgiano:  ანტიკვარიატი) é um filme de drama de 2024 dirigido por Rusudan Glurjidze. Inspirado pela deportação de georgianos da Rússia em 2006, o filme retrata uma mulher georgiana que se muda com um velho em São Petersburgo e é perseguida por autoridades russas que buscam deportar georgianos do país. Uma coprodução entre Geórgia, Suíça, Finlândia e Alemanha, é o segundo longa-metragem de Glurjidze, depois de House of Others (2016).
The Antique estreou na seção Giornate degli Autori do 81º Festival Internacional de Cinema de Veneza em 6 de setembro de 2024. Inicialmente, estava programado para estrear em 28 de agosto de 2024, mas a exibição foi suspensa após um decreto emitido pelo Tribunal de Veneza obtido por empresas russas, croatas e cipriotas sobre uma disputa de direitos autorais. A suspensão foi suspensa após a seção apresentar uma reconvenção e o tribunal autorizar a exibição.
O filme foi escolhido como a entrada georgiana para o prêmio de Melhor Filme Internacional no 97º Oscar, mas não foi indicado.

## Elenco
- Salome Demuria como Medea
- Sergey Dreyden como Vadim Vadimich
- Vladimir Daushvili como Lado
- Vladimir Vdovichenkov como Peter

## Produção
The Antique foi coescrito por um escritor anônimo, cuja identidade é omitida por segurança, e Glurjidze. As filmagens ocorreram de 25 de janeiro a 11 de abril de 2022 em São Petersburgo e Tbilisi. De acordo com Glurjidze e o produtor Zurab Magalashvili, o Ministério da Cultura russo exigiu que 16 cenas fossem cortadas, e o filme enfrentou tentativas de obstrução durante e após as filmagens, incluindo danos aos figurinos e confisco do material filmado na alfândega. Glurjidze também disse que um coprodutor russo "não cumpriu suas obrigações [financeiras]" antes das filmagens.

## Lançamento
The Antique estava programado para ser exibido no Giornate degli Autori, uma seção independente do Festival de Cinema de Veneza, mas a seção anunciou em 27 de agosto de 2024 que as exibições, programadas para 28 de agosto, 30 de agosto e 6 de setembro, foram suspensas em acordo com a Fundação Bienal, que organiza o festival, após um decreto de emergência emitido pelo Tribunal de Veneza sobre uma disputa de direitos autorais em relação ao roteiro do filme, embora o tribunal não tenha proibido especificamente a exibição do filme. O decreto foi obtido pelas produtoras Viva Films na Rússia, Avvantura na Croácia e Pygmalion em Chipre. Viva Films e Pygmalion são propriedade da produtora russa Nadezhda Gorshkova, e Avvantura é propriedade de Sergej Stanojkovski. Foi relatado que foi a Fundação Bienal que propôs a suspensão em resposta ao decreto.
O decreto foi motivado por uma petição acusando o produtor georgiano Zurab Magalashvili de "violações significativas" de um acordo de coprodução entre sua empresa, a Cinetech, e as três empresas. Sem ouvir os produtores acusados, o tribunal concluiu que a Cinetech não cumpriu o acordo e violou as leis internacionais de direitos autorais. O fundo Eurimages do Conselho da Europa concedeu € 150.000 ao projeto, que seria coproduzido pela Cinetech, Viva Films e Avvantura, em 2021, mas a Eurimages retirou seu financiamento depois que Magalashvili não forneceu a documentação necessária.
Glurjidze afirmou estar sob censura, enquanto Stanojkovski, em correspondência com a Semafor, negou agir "em nome do estado russo, ou de qualquer outro estado", e disse que seu interesse estava "na rápida resolução deste assunto para que o filme possa ser lançado ... permitindo que todos os investidores comecem a recuperar seus investimentos".
Em 4 de setembro de 2024, o Giornate degli Autori anunciou que a suspensão havia sido levantada e que a exibição em 6 de setembro ocorreria, após a seção ter apresentado uma reconvenção ao Tribunal de Veneza e o tribunal ter autorizado a exibição, reconhecendo os direitos morais de Glurjidze.
Em 30 de outubro de 2024, a Viva Films e a Avvantura entraram com outra ação no Tribunal de Veneza contra a Cinetech e o Giornate degli Autori, alegando que são "responsáveis pelos danos causados pela comunicação ilícita da obra ao público ocorrida em 30 de agosto e 6 de setembro de 2024".